# Dapo Olorunyomi
 (août 2022).
La mise en forme du texte ne suit pas les recommandations de Wikipédia : il faut le « wikifier ».
Les points d'amélioration suivants sont les cas les plus fréquents :
- Les titres sont pré-formatés par le logiciel. Ils ne sont ni en capitales, ni en gras.
- Le texte ne doit pas être écrit en capitales (les noms de famille non plus), ni en gras, ni en italique, ni en « petit »…
- Le gras n'est utilisé que pour surligner le titre de l'article dans l'introduction, une seule fois.
- L'italique est rarement utilisé : mots en langue étrangère, titres d'œuvres, noms de bateaux, etc.
- Les citations ne sont pas en italique mais en corps de texte normal. Elles sont entourées par des guillemets français : « et ».
- Les listes à puces sont à éviter, des paragraphes rédigés étant largement préférés. Les tableaux sont à réserver à la présentation de données structurées (résultats, etc.).
- Les appels de note de bas de page (petits chiffres en exposant, introduits par l'outil «  Source ») sont à placer entre la fin de phrase et le point final[comme ça].
- Les liens internes (vers d'autres articles de Wikipédia) sont à choisir avec parcimonie. Créez des liens vers des articles approfondissant le sujet. Les termes génériques sans rapport avec le sujet sont à éviter, ainsi que les répétitions de liens vers un même terme.
- Les liens externes sont à placer uniquement dans une section « Liens externes », à la fin de l'article. Ces liens sont à choisir avec parcimonie suivant les règles définies. Si un lien sert de source à l'article, son insertion dans le texte est à faire par les notes de bas de page.
- La présentation des références doit suivre les conventions bibliographiques. Il est recommandé d'utiliser les modèles {{Ouvrage}}, {{Chapitre}}, {{Article}}, {{Lien web}} et/ou {{Bibliographie}}. Le mode d'édition visuel peut mettre en forme automatiquement les références.
- Insérer une infobox (cadre d'informations à droite) n'est pas obligatoire pour parachever la mise en page.

Pour une aide détaillée, merci de consulter Aide:Wikification.
Si vous pensez que ces points ont été résolus, vous pouvez retirer ce bandeau et améliorer la mise en forme d'un autre article.
 (août 2022).
Oyedapo Oyekunle « Dapo » Olorunyomi, né le 8 novembre 1957 à Kano, est un journaliste nigérian. Il est l'éditeur et rédacteur en chef de Premium Times,, un journal nigérian en ligne. Il est également directeur général du Premium Times Center for Investigative Journalism (PTCIJ). Il a été directeur des politiques et chef de cabinet du président exécutif de la Commission des crimes économiques et financiers (EFCC).

## Biographie

### Jeunesse et éducation
Olorunyomi est né à Kano, de Samuel Akinbayo Olorunyomi (qui a pris sa retraite de l'armée puis de la fonction publique en tant qu'administrateur) et de Mary Olorunyomi. Il a fréquenté l'école primaire St. Bartholomew Wusasa Zaria, l'école classique anglican Esie-Iludun, et l'école secondaire gouvernementale Ilorin.
Il a obtenu un baccalauréat en arts en études anglaises en 1981 et une maîtrise en littérature en 1985 à l'Université Obafemi Awolowo Ile-Ife. Il est titulaire d'un certificat en gestion des ressources naturelles de la Blavatnik School of Government, Université d'Oxford en 2017 et d'un certificat en 2006 en droits de l'homme et droit humanitaire de l' American University, Washington College of Law. Il est le troisième de six frères et sœurs, dont Sola Olorunyomi, qui est l'auteur de Afrobeat : "Fela and the Imagined Continent", une publication acclamée par le pionnier de l'Afrobeat, Fela Kuti.

### Carrière dans le journalisme
Il a travaillé comme rédacteur à Radio Nigeria et The African Guardian. Il a été rédacteur d'entreprise et chef de l'équipe de reportage d'investigation pour Timbuktu Media Limited (éditeurs de 234Next), et rédacteur fondateur du journal, PM News et Tempo Magazine. En 2004, quand Olorunyomi est retourné au Nigeria, après son exil, il a travaillé comme directeur de projet de Freedom House. Il est ensuite devenu directeur des politiques et chef de cabinet du président exécutif de la Commission des crimes économiques et financiers, où il a dirigé la commission de prévention des crimes et l'élaboration des initiatives de politiques d'éducation sur la corruption. Il siège aux conseils d'administration de nombreuses organisations, dont la Cellule Norbert Zongo pour le journalisme d'investigation (une initiative de l'ONUDC ), et de l'organisme d'enquête transnational pour l'Afrique de l'Ouest dont le siège est au Burkina Faso, CENOZO. Entre 1999 et 2001, Olorunyomi est membre du jury international du prix du Consortium international des journalistes d'investigation [ICIJ]. En 2004, il était l'analyste de l'Afrique de l'Ouest pour l'enquête mondiale sur l'indépendance des médias. Il est le président du jury du prix Zimeo de l'initiative pour les médias Africains (AMI),. Il a fondé le prix du reportage d'investigation Wole Soyinka (WSIRA) en 2005. En 2008, il a été rebaptisé Wole Soyinka Centre pour le journalisme d'investigation(WSCIJ), une organisation à but non lucratif engagée dans la justice sociale et le journalisme d'investigation dans le but de dénoncer la corruption, les défaillances réglementaires et les violations des droits de l'homme. L'association à but non lucratif récompense chaque année les journalistes engagés dans le journalisme d'investigation. En 2011, il a fondé Premium Times, une plateforme d'information multimédia basée au Nigeria consacrée à la politique, à la santé, au journalisme d'investigation et au développement.

### Activisme
En juin 1995, sous le gouvernement militaire du général Sani Abacha, quatre journalistes - Kunle Ajibade du "The News", Chris Anyanwu du "The Sunday Magazine", George M'Bah du "Tell Magazine "et Ben Charles-Obi du "Classique Magazine" - ont été emprisonnés pour avoir signalé un prétendu complot visant à renverser le gouvernement Abacha. Ces journalistes ont été secrètement jugés , accusés de « complicité après le fait de trahison » condamnés et emprisonnés à perpétuité par un tribunal militaire spécial. Olorunyomi déclaré recherché par l'administration Abacha en raison de son travail avec le magazine The News, a été contraint à l'exil aux États-Unis,. Ladi Olorunyomi, journaliste, militante des droits des femmes et épouse de Dapo, a été détenue pendant 68 jours sans charge. Pendant son exil aux États-Unis, Olorunyomi a parlé de la répression médiatique d'Abacha lors de la table ronde du Comité d'avril pour la protection des journalistes et Ladi Olorunyomi a été libérée. Les quatre journalistes emprisonnés ont été libérés par le général Abdulsalami Abubakar et Dapo Olorunyomi est ensuite retourné au Nigeria.
En 2021, Olorunyomi est arrêté pour l'édition des publications calomnieuses et diffamatoires contre le chef d'état-major de l'armée, Tukur Yusuf Buratai, comme le rapporte Vanguard.